# Абердин-Гарденс (Вашингтон)
Абердин-Гарденс (англ. Aberdeen Gardens) — переписна місцевість (CDP) в США, в окрузі Ґрейс-Гарбор штату Вашингтон. Населення — 279 осіб (2010).

## Географія
Абердин-Гарденс розташований за координатами 47°3′26″ пн. ш. 123°46′40″ зх. д. / 47.05722° пн. ш. 123.77778° зх. д. (47.057318, -123.777916).  За даними Бюро перепису населення США в 2010 році переписна місцевість мала площу 4,28 км², з яких 4,21 км² — суходіл та 0,07 км² — водойми.

## Демографія
Згідно з переписом 2010 року, у переписній місцевості мешкало 279 осіб у 114 домогосподарствах у складі 80 родин. Густота населення становила 65 осіб/км².  Було 122 помешкання (29/км²).
Расовий склад населення:
| - 91,0 % — білих - 2,2 % — азіатів - 1,8 % — корінних американців |

До двох чи більше рас належало 5,0 %. Частка іспаномовних становила 5,0 % від усіх жителів.
За віковим діапазоном населення розподілялося таким чином: 21,1 % — особи молодші 18 років, 66,7 % — особи у віці 18—64 років, 12,2 % — особи у віці 65 років та старші. Медіана віку мешканця становила 45,1 року. На 100 осіб жіночої статі у переписній місцевості припадало 99,3 чоловіків;  на 100 жінок у віці від 18 років та старших — 103,7 чоловіків також старших 18 років.
Середній дохід на одне домашнє господарство  становив 65 725 доларів США (медіана — 55 966), а середній дохід на одну сім'ю — 78 237 доларів (медіана — 57 443). За межею бідності перебувало 1,5 % осіб, у тому числі 0,0 % дітей у віці до 18 років та 0,0 % осіб у віці 65 років та старших.
Цивільне працевлаштоване населення становило 117 осіб. Основні галузі зайнятості: освіта, охорона здоров'я та соціальна допомога — 42,7 %, виробництво — 22,2 %, публічна адміністрація — 12,0 %, мистецтво, розваги та відпочинок — 7,7 %.